# 拉傑霍夫
拉代希夫（羅馬化：Radekhiv），又按俄语名译为拉傑霍夫，是烏克蘭西部利沃夫州舍普季茨基区的城市，距離首府利沃夫68公里；面積16.26平方公里，海拔高度231米，市內有兩間醫院，2024年人口約9,800。

## 历史
该城首次见于文献是1494年，1752年在波兰王国中获得城市地位。1772年第一次瓜分波兰后，拉杰霍夫随着整个加利西亚一起被哈布斯堡王朝吞并，直至1918年奥匈帝国崩溃为止。
1880年时，该城共有3555名居民，其中大部分为波兰人，并有少数波兰人及德意志人。
1918年11月1日至1919年5月间，该市属于西乌克兰人民共和国，而在1919年5月后因波乌战争为波兰所控制，并在1919年6月26日巴黎和会上被诸国所认可。1923年3月15日波兰对东加利西亚的主权被巴黎和会的大使会议正式认可。从该时起至1945年8月16日为止，拉杰霍夫均属于波兰第二共和国的捷尔诺波尔总督府。1939年7月17日，苏联红军占领该城，但1941年6月24日德军随后占领了该地。1944年7月苏军从德军手中解放了该城，并于1945年8月16日吞并了该地区。
在苏联时期，拉杰霍夫成为了1965年新设立的拉杰霍夫区的行政中心，1991年乌克兰独立后，拉杰霍夫的地位仍未改变。直到2020年7月18日拉杰霍夫区被废除，原拉杰霍夫区并入舍普季茨基区。